# Кардиф
Кардиф (енгл. Cardiff, вел. Caerdydd) је град у Уједињеном Краљевству и главни и највећи град Велса. Град се налази на јужној обали Велса на реци Таф. Према процени из 2007. у граду је живело 307.364 становника (16. град по величини у Уједињеном Краљевству).
Лука Кардифа, позната под именом „Тигров залив“, је једна од већих лука Европе. Најважније индустрије у граду су обрада метала, машинска и аутомобилска.

## Историја
Историја Кардифа почиње 1093. када је овде саграђен нормански замак на месту ранијег римског кастела.
До раног 19. века, Кардиф је био мали град, а значај му је нагло порастао доласком индустрије када је постао важна лука за транспорт угља. Универзитет је отворен 1883. Статус града Кардиф је добио 1905, а престоница Велса је постао 1955.
Године 1999. у Кардифу је подигнут Миленијумски стадион, који је са 93 метра висине највиша зграда у Велсу и највећи стадион Уједињеног Краљевства.
Нова зграда Националне скупштине Велса у Кардифу је почела са радом 2. марта 2006.

## Становништво
Према процени, у граду је 2008. живело 307.364 становника.
| 1981.   | 1991.   | 2001.   |
| ------- | ------- | ------- |
| 262.313 | 272.129 | 292.150 |

## Спорт
Кардиф је седиште фудбалског клуба Кардиф сити који игра у Премијер лиги.